# Les Aigles noirs de Santa Fé
Pour plus de détails, voir Fiche technique et Distribution.
Les Aigles noirs de Santa Fé (titre original : Die schwarzen Adler von Santa Fe) est un film germano-italo-français d'Ernst Hofbauer et Alberto Cardone sorti en 1965.

## Synopsis
Une horde d'indiens comanches attaque un village de l'Ouest américain. Effrayés, les colons se réfugient au Fort d'Eaglerock. Chargé de l'enquête, l'agent Cliff MacPherson, accompagné du journaliste Blade, se rend sur place. Très vite il découvre que les indiens ont en fait agi sur l'ordre de Morton, un impitoyable propriétaire. Celui-ci convoite en effet les terres du village. Cliff décide donc de rencontrer Aigle Noir, le chef de la tribu indienne.

## Fiche technique
- Titre français : Les Aigles noirs de Santa Fé
- Titre original allemand : Die schwarzen Adler von Santa Fe[1]
- Titre italien : I Gringos non perdonano
- Réalisation : Ernst Hofbauer et Alberto Cardone[1]
- Scénario : Jack Lewis, Valeria Bonamano (non créditée) pour la version allemande
- Directeur de la photographie : Hans Jura
- Montage : Herbert Taschner
- Musique : Gert Wilden
- Décors : Jan Zázvorka
- Production : Wolf C. Hartwig (non crédité)
- Genre : Western
- Pays de production :  Allemagne de l'Ouest,  Italie,  France
- Durée : 91 minutes
- Dates de sortie :
  - Allemagne de l'Ouest : 12 mars 1965
  - Italie : 28 août 1965
  - France : 1er mai 1966
- Affiche : Raymond Elseviers (Belgique)

## Distribution
- Brad Harris (VO : Heinz Engelmann / VF : René Arrieu) : Cliff MacPherson
- Joachim Hansen (VF : Michel Gudin) : Capt. Jackson
- Pinkas Braun (VF : Jean Violette) : le gentleman
- Werner Peters (VO : Werner Lieven / VF : Henry Djanik) : Morton
- Helga Sommerfeld (VF : Jeanine Freson) : Cora Morton
- Edith Hancke (VF : Sophie Leclair) : Alice
- Olga Schoberová (VO : Marianne Mosar) : Lana Miller
- Serge Marquand (VO : Til Kiwe / VF : Lui-même) : Chet « Blacky » James
- Thomas Moore (VO : Klaus Kindler) : Slim James
- Tony Kendall (VO : Christian Marschall) : le chef Black Eagle (Aigle Noir en VF)
- Josef Egger (VF : Paul Villé) : Buddy
- Jakie Bezard (VO : Kurt E. Ludwig / VF : Serge Lhorca) : Pasqual
- Horst Frank : Blade Carpenter

## À noter
Certains acteurs du casting, non germaniques, ont été doublés par des comédiens allemands.